# Jean René Constant Quoy
Jean René Constant Quoy (ur. 1790 w Saint-Jean-de-Liversay w pobliżu portowego miasta Rochefort nad Zatoką Biskajską, zm. w 1869 w Rochefort) – francuski lekarz i zoolog, badacz południowego Pacyfiku i Australii.
W Rochefort kształcił się w zawodzie lekarza chirurga, zgłębiał też tajniki historii naturalnej, uczęszczając na wykłady Gaspara Vivesa, wiekowego naukowca, który brał udział w pacyficznych wyprawach Bougainville’a w latach 1766–1769.
W roku 1808 został lekarzem okrętowym we Francuskiej Marynarce Wojennej i zaraz wziął udział w wyprawie badawczej do Indii Zachodnich oraz na wyspę Reunion na Oceanie Indyjskim. Na początku roku 1817 został wybrany jako lekarz okrętowy i zoolog wyprawy badawczej do Australii i na Pacyfik, organizowanej przez Louisa Freycineta na pokładzie statku Uranie. Miał mu asystować Joseph Paul Gaimard. Innymi naukowcami towarzyszącymi wyprawie byli botanik Charles Gaudichaud-Beaupré i rysownik Jacques Arago. W trakcie trwającej trzy lata wyprawy wokółziemskiej Quoy zebrał sporą kolekcję okazów fauny, które przekazał paryskiemu Muzeum Historii Naturalnej. Były wśród nich pasiasty kangur z wysp w Zatoce Rekina w zachodniej Australii i jaszczurki piaskowe, które znalazł w okolicach Sydney.
W latach 1826–1829 Quoy wziął udział (znów wspólnie z Gaimardem) w innej wyprawie badawczej na Pacyfik, na pokładzie l'Astrolable pod rozkazami Jules’a Dumont d’Urville’a. Podczas tej ekspedycji podjął szczególnie zaawansowane prace badawcze na Nowej Zelandii, gdzie zebrał endemiczne okazy przepiórki, siewki i delfina. Odwiedził również Nową Gwineę, gdzie znalazł ciekawy okaz miniaturowego kangura. W archipelagu wysp Fidżi podjął studia etnograficzne, opisując życie i zwyczaje miejscowej ludności tubylczej.
Jean René Constant Quoy opublikował wyniki swych badań zoologicznych w obszarze Pacyfiku dopiero w latach 1830–1833, gdy pracował jako wykładowca medycyny w szkole marynarki wojennej w Rochefort. Francuska Akademia Nauk (członek korespondent od 1838) i Muzeum Historii Naturalnej uznawały go za naukowca, który przywiózł do Francji więcej okazów fauny niż jakakolwiek ekspedycja przed nim.
Kawaler Legii Honorowej.